# Bobby Johnstone
Robert „Bobby” Johnstone (Selkirk, 1929. szeptember 7. – Selkirk, 2001. augusztus 22.) skót válogatott labdarúgó, csatár.
A skót válogatott tagjaként részt vett az 1954-es labdarúgó-világbajnokságon.